# Соколов, Юрий Петрович
Ю́рий Петро́вич Соколо́в (30 мая 1929, Иваново-Вознесенск — 3 марта 2016) — советский боксёр полулёгкой весовой категории, выступал за сборную СССР в первой половине 1950-х годов. Трёхкратный чемпион национального первенства, дважды чемпион всемирных студенческих игр, участник летних Олимпийских игр в Хельсинки. На соревнованиях представлял ЦСКА, мастер спорта. После завершения спортивной карьеры занимался подготовкой боксёров, имеет звание заслуженного тренера СССР (1964).

## Биография
Юрий Соколов родился 11 мая 1929 года в городе Иваново. Первого серьёзного успеха на ринге добился в 1951 году, когда одержал победу на всемирных студенческих играх в Берлине и выиграл взрослое первенство СССР. Год спустя защитил звание национального чемпиона и благодаря череде удачных выступлений удостоился права защищать честь страны на летних Олимпийских играх в Хельсинки. Тем не менее, выступил на Олимпиаде крайне неудачно, в первом же своём матче в программе полулёгкого веса со счётом 1:2 проиграл французу Жозефу Вентажа.
В 1953 году Соколов завоевал золотую медаль на всемирных студенческих играх в Бухаресте и в третий раз подряд стал чемпионом Советского Союза. Оставался в составе сборной ещё в течение двух лет, но уже не на лидирующих позициях: на первенствах страны 1954 и 1955 годов занял второе и третье места соответственно.
Начиная с 1962 года Соколов работал тренером в боксёрской команде ЦСКА, где воспитал многих талантливых бойцов. В частности, его учениками были олимпийские чемпионы Олег Григорьев и Станислав Степашкин, мастер спорта международного класса Станислав Сорокин. Он был одним из тренеров сборной на Олимпийских играх 1964 года в Токио, в том же году удостоен звания заслуженного тренера СССР.